# Fly MC170 DS
Fly MC170 DS — бюджетный сотовый телефон компании Fly, входящий одновременно в две линейки телефонов Fly: MC (музыкальная серия), и DS (двухсимочная серия). Представляет собой классический моноблок, сделанный из пластика. Телефон известен богатым функциональным набором при достаточно низкой цене. Выпущен в декабре 2009 года.
Слоган на официальном сайте: Дважды телефон.

## Описание модели
Телефон представляет собой классический чёрный моноблок, корпус полностью сделан их пластика. По периметру корпуса проходит коричневая или серая пластиковая обводка, которую с виду можно принять за металл. Экран 240x320 с палитрой из 262 тысяч цветов. Достаточно яркий.
Одной из главных особенностей телефона является поддержка двух SIM-карт, причём переключение между ними происходит без перезагрузки. Однако из-за того, что телефон оснащён лишь одним радиомодулем, звонок со второй SIM-карты невозможно принять, если в данный момент происходит разговор с первой. При помощи инженерного меню встроенный диктофон можно настроить на запись всех разговоров. Максимальное время работы во время разговора 5 часов. В режиме ожидания до 300 часов.
Есть камера на 3,2 мегапикселя и возможность снимать видео в формате AVI с разрешением 176x144. Очень привлекательна возможность использовать телефон как Web-камеру, однако с низким разрешением. Цифровой Zoom 5x доступен только для видео.
Телефон относится к музыкальной серии и соответственно обладает хорошими музыкальными характеристиками. С нижней правой стороны телефон оснащён стандартным входом для наушников TRS на 3,5 миллиметров. С верхней правой стороны, где обычно располагаются кнопки для регулировки громкости, расположены кнопки для переключения треков. Также в телефоне есть встроенный радиоприёмник, работает только при подключении наушников.
MC170 DS поддерживает Java-приложения, и может сворачивать одно из них для выполнения других функций. Во время работы приложения, прослушать музыку или сделать снимок невозможно без завершения последнего. По умолчанию установлена Opera Mini версии 4.2, а также игра «Candy Bomb». Доступ в Интернет осуществляется по WAP 2.0, GPRS и EDGE.
Телефон обладает довольно крупной внутренней памятью на 87 МБ. Её можно увеличивать подключением карт памяти micro SD, объёмом до 16 ГБ. Поддерживается «горячее» отключение карты памяти.
Одной из интересных особенностей данной модели является наличие акселерометра, используемого во многих функциях телефона. В частности для смены обоев, переключения музыки, остановки будильника, встроенной игры «Кости», заглушки звонка без его сброса.
Есть возможность читать текстовые файлы в формате *txt. Для правильного отображения русского языка используется кодировка Russian Win-1251.
Модель оснащена многими функции для безопасности, например возможностью запаролить телефонную книгу, журнал звонков, СМС и даже сам телефон. Есть встроенный чёрный список для звонков и СМС. Также можно отметить особый режим «Инкогнито», который вставляет определённый шумовой фон во время звонка (метро, ресторан, улица и др.).

## Известные недостатки
В своих отзывах пользователи из недостатков чаще всего отмечают следующие параметры:
- Камера достаточно низкого качества. Несмотря на высокое разрешение, чёткость оставляет желать лучшего. Усугубляет ситуацию отсутствие вспышки и цифрового зума, имеющегося только для записи видео.
- Возможность использовать лишь пять пользовательских мелодий.
- Малое разнообразие тем (три для меню и три для плеера).
- Слишком чувствительный датчик движения.
- Достаточно хрупкий корпус, не выдерживающий сильных ударов.
- «Металлическую» обводку корпуса, которая быстро трескается.
- Не всегда корректное отображение тегов русскоязычных песен в плеере.
- Не самое качественное звучание внешнего динамика.
- Неудобное меню в радио, которое заметно отличается во внешнем виде от основного меню.
- Неудобную реализацию T9.

## Секретные коды
Как и многие телефоны Fly, данная модель имеет поддержку секретных кодов, ввод которых даёт доступ к недокументированным настройкам телефона.
- *#3641# — открытие инженерного меню (Engineer Mode).
- *#36*# — заводской режим
- *#523# — контрастность дисплея
- *#1234# — a2dp, переключение режимов
- *#8375# — показывает версию прошивки
- *#12345# — неизвестно
- *#1234# — a2dp acp и a2dp int
- *#87# — автотест
- *#6810# — блокировка Factory Mode и Engineer Mode.